# Exploding Kittens
Exploding Kittens (hay được biết đến ở Việt Nam với cái tên Mèo Nổ hoặc Mèo cảm tử) là một trò chơi bài do Elan Lee, Matthew Inman từ trang web chia sẻ truyện tranh The Oatmeal thiết kế cùng với Shane Small. Trước đây trò chơi được đề xuất là một dự án của trang web Kickstarter với mục đích là kiếm được 10.000 đô-la Mỹ từ việc gọi vốn cộng đồng, nó đã vượt quá mục tiêu đề ra trong vòng 8 phút. Vào ngày 27 tháng 1 năm 2015, bảy ngày sau khi dự án bắt đầu, nó đã vượt qua con số 6.000 người ủng hộ gây quỹ, thiết lập kỉ lục cho số người ủng hộ gây quỹ nhiều nhất trong lịch sử của Kickstarter. Dự án hoàn thánh vào ngày 19 tháng 7 năm 2015, dự án đã mang về 8.782.571 đô-la Mỹ với hơn 219.382 người ủng hộ. Chiến dịch trên kết thúc với danh hiệu là chiến dịch gây quỹ nhiều thứ tư trên trang web gây quỹ Kickstarter. Lần chơi thử nghiệm đầu tiên được quay lại trên YouTube bởi Smosh, những người sở hữu bộ bài đầu tiên. Những người tham gia gây quỹ bắt đầu nhận được bộ bài của họ vào cuối tháng 7 năm 2015. Tất cả các người ủng hộ gây quỹ đều nhận được trò chơi vào tháng 9 năm 2015.

## Luật chơi
Tất cả các lá bài được sắp xếp thành một chồng bài, ngoại trừ lá Defuse (Gỡ bom) và lá Exploding Kittens (Mèo Nổ). Chồng bài được xáo lên và mỗi người chơi sau đó bốc 4 lá bài và 1 lá Defuse. Các lá bài Exploding Kittens sau đó được xáo trộn vào chồng bài với điều kiện là số lá bài Exploding Kittens trong chồng bài phải ít hơn 1 đơn vị so với số người chơi. Các lá bài Defuse còn lại cũng được bỏ vào chồng bài. Người chơi có thể chọn thứ tự lượt chơi bất kì sau đó.
Mỗi người chơi có thể đánh xuống bao nhiêu lá bài cầm trên tay mà người đó muốn khi đến lượt của mình (kể cả lá Nope) trước khi bốc một lá bài. Các người chơi không được nói cho bất kì người chơi nào khác về các lá bài mà họ có trên tay. Những lá bài đã được đánh xuống sẽ được đặt vào một chồng bài đã dập.
Danh sách các lá bài như sau:
- Exploding Kittens (Mèo Nổ) – 4 lá: Loại bất kì người chơi nào bốc phải nó, làm cho họ "nổ tung" (thua) và rời khỏi cuộc chơi. Người chơi cuối cùng "sống sót" (còn trong trò chơi) là người thắng cuộc.
- Defuse (Gỡ bom) – 6 lá: Cho phép một người chơi nào đó đã bốc phải lá Mèo Nổ đặt lại lá đó vào chồng bài ở bất kì vị trí nào họ muốn. Vị trí đó phải được giữ bí mật đối với các người chơi khác.
- Nope (Không nhưng thường được gọi bằng tên Nope) – 5 lá nhưng đôi khi là 4 lá: Vô hiệu hoá lá bài vừa được đánh xuống ngoại trừ Defuse và Exploding Kittens. Bất kì người chơi nào cũng có thể đánh xuống lá bài này vào bất kì lúc nào trong cuộc chơi. Một lá bài Không có thể bị vô hiệu hoá bởi một lá Không khác.
- Attack (Tấn công) – 4 lá: Kết thúc lượt chơi của người chơi đánh xuống lá bài đó và bắt buộc người chơi tiếp theo phải chơi 2 lượt liên tiếp trong một vòng. Sau khi người đó hoàn thành xong một lượt chơi, họ phải tiếp tục chơi thêm một lượt nữa. Chú ý rằng nếu nạn nhân của lá bài Attack chơi thêm một lá Attack nữa ở lượt đầu tiên của người đó, lượt của người đó cũng sẽ kết thúc và không cần bốc bài.
- Skip (Bỏ lượt) – 4 lá: Kết thúc lượt của người chơi đánh xuống lá đó mà không cần bốc bài. Chú ý rằng nếu một người chơi là nạn nhân của lá Attack sau đó đánh xuống lá Skip, lá Skip đó chỉ có thể kết thúc một lượt trong hai lượt chơi. Hai lá Skip mới có thể kết thúc cả hai lượt.
- Favor (Xin xỏ) – 4 lá: Bắt buộc một người chơi nào đó đưa cho người chơi đã đánh lá bài này xuống một lá bài bất kì mà họ cầm trên tay. Nạn nhân của lá bài này có quyền chọn bất kì lá bài nào họ muốn để đưa cho người khác.
- Shuffle (Xào bài) – 4 lá: Xáo chồng bài lên cho đến khi đến lượt của người chơi kế tiếp. Người chơi lá này có thể không được xem bất kì lá bài nào trong chồng bài trong khi đang xáo trộn.
- See The Future (Nhìn thấu Tương lai) – 4 lá: Cho phép người chơi lá này được xem 3 lá bài trên cùng của chồng bài. Người chơi này có thể sẽ không được nói cho bất kì ai biết về lá bài mà người đó thấy được.

Ngoại trừ các lá bài hành động kể trên, có một số lá bài không có chức năng hành động gì khi được đánh xuống với số lượng là một. Trong mỗi bộ bài, có năm loại lá bài như vậy và mỗi loại có 4 lá. Nhưng khi hai lá bài của mỗi loại lá bài (hay cặp) được đánh xuống cùng lúc bởi một người chơi nào đó, người chơi đó có thể lấy một lá bài mà họ chọn từ tay của một người chơi khác. Tuy nhiên, người đánh xuống cặp bài này không được thấy các lá bài trên tay của một người chơi khác.

## Chi tiết về Kickstarter
Exploding Kittens đã trở thành chiến dịch lớn thứ ba của Kickstarter mọi thời đại, gây quỹ hơn 8,8 triệu đô-la Mỹ trên trang web gây quỹ quần chúng. Chỉ trong ngày đầu tiên Exploding Kittens đã kiếm được hơn 3.400 đô-la Mỹ và có tới hơn 35.000 người ủng hộ. Vào ngày thứ 3, dự án đã mang về 3.500 đô-la Mỹ với 80.000 người ủng hộ. Những nhà sáng tạo trò chơi ban đầu chỉ cố gắng đạt đến ngưỡng 10.000 đô-la Mỹ, nhưng kết quả thì lại khác – có hơn 219.382 người ủng hộ trên trang gọi vốn cộng đồng Kickstarter.

### Thành tựu
Ngày 3 tháng 2 năm 2015, người ta công bố các thành tựu đạt được thay cho các mục tiêu dài lâu vì các nhà sáng tạo trò chơi không muốn hoãn lại sự sản xuất và sự phân phối của trò chơi đến với những người ủng hộ. Tính đến ngày 16 tháng 2 năm 2015, 30 thành tựu đã được mở khoá và mục tiêu dài lâu thứ hai (Mở khoá 20 Thành tựu) và mục tiêu dài lâu thứ ba (Mở khoá 30 Thành tựu) đã được hoàn thành.